# Paris–Roubaix 1956

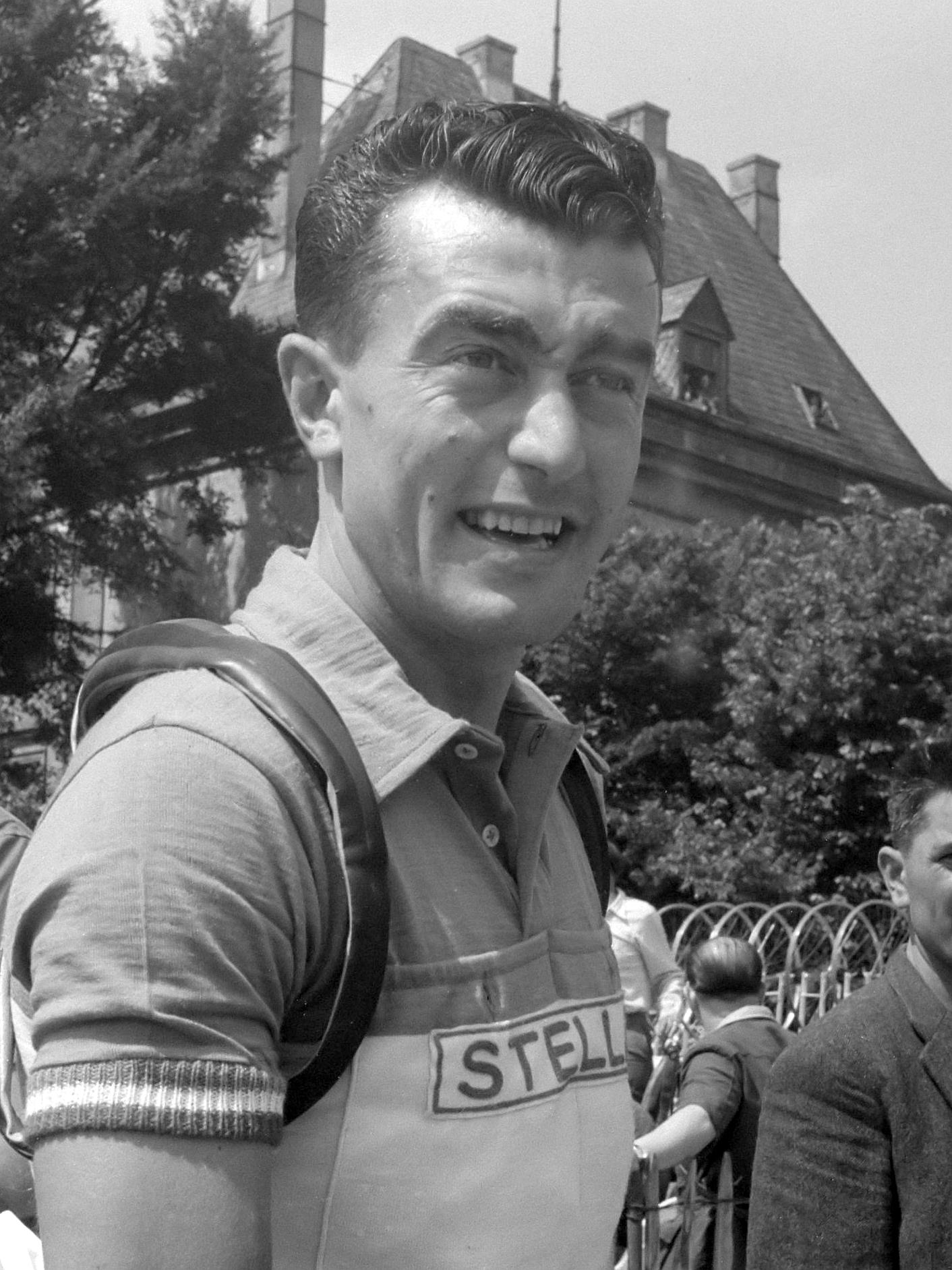
Louison Bobet (1951)

Das Eintagesrennen Paris–Roubaix 1956 war die 54. Austragung des Radsportklassikers und fand am Sonntag, den 8. April 1956, statt.
Das Rennen führte von Saint-Denis, nördlich von Paris, nach Roubaix, wo es im Vélodrome André-Pétrieux endete. Die Strecke war 252 Kilometer lang. 80 Fahrer konnten sich platzieren. Der Sieger Louison Bobet absolvierte das Rennen mit einer Durchschnittsgeschwindigkeit von 41,83 km/h.
Vor dem Rennen hatte Bobet davon gesprochen, seine Radsportlaufbahn beenden zu wollen. Im finalen Sprint schlug er De Bruyne und Forestier.